# 日劳
日劳，是匈牙利杰尔-莫雄-肖普朗州所辖的一个村。总面积14.73平方公里，总人口751，人口密度51.0人/平方公里（2011年1月1日）。